# Clima continental

Àrees del món que presenten un clima continental, segons Köppen

El clima continental és el clima de l'interior dels continents a la zona climàtica temperada. Els oceans no influeixen a la seva temperatura, suavitzant-les, com als altres climes de la mateixa zona, cosa que dona hiverns freds i estius calorosos. Les precipitacions són més abundants a l'estiu, i a l'hivern són en forma de neu. Els rius són molt cabalosos, amb més aigua a l'estiu, i la vegetació típica és la taiga i l'estepa.
El clima continental es troba en grans àrees de terra continental a les regions temperades de les latituds mitjanes on hi ha una zona de conflicte entre les masses d'aire polar i tropical. Està definit com un clima temperat que presenta marcada diferència entre un calorós estiu i un sever hivern, el que el diferencia del clima oceànic, moderat tot l'any.

## Continentalitat
La continentalitat és una característica d'aquest clima, que consisteix en una gran diferència entre les temperatures d'hivern i les de l'estiu. Habitualment es considera que un contrast de 20 °C o més entre la temperatura mitjana del mes més fred i la temperatura mitjana del mes més càlid indica un clima continental. Aquestes característiques es produeixen per localitzar-se en l'interior dels continents o a regions aïllades per cadenes muntanyoses que impedeixen la influència marítima.

## Característiques
El clima continental es troba a les zones nord i al sud del planeta a nivells de latitud mitjana, que és la zona climàtica anomenada temperada. És un clima rigorós on les diferències de temperatures entre l'hivern i estiu són enormes: així mateix amb el dia i la nit, els estius són calents i els hiverns molt freds. Sempre hi ha gelades a l'hivern (a causa de les temperatures sota 0 °C) i en general pluges escasses.
Els vents posseeixen una gran influència d'aquest tipus de clima, que fins i tot porten la seva influència fins a les zones costaneres. Està determinat, modificat i extremat per l'absència d'atemperament per part del mar.
Està marcat per pautes de temps variable i una gran variació estacional de temperatures. Els estius són sovint temperats i humits amb freqüents tempestes i hiverns que poden ser molt freds amb freqüents nevades i persistent cobertura de neu. La variació estacional de temperatura és típicament 25 °C - 35 °C i s'incrementa conforme es va terra endins i lluny de la influència moderadora de l'oceà. Llocs amb almenys quatre mesos de temperatures mitjanes diàries per sobre de 10 °C i almenys un mes per sota de 0 °C o -3 °C depenent de la font, i que no compleix els criteris per un àrid o clima semiàrid, són classificats com continental humit.
Només es troba en petites bosses (microclimes) en l'Hemisferi Sud, incloent altes elevacions de l'illa de al Sud.

## Climes continentals

### Clima continental manxurià

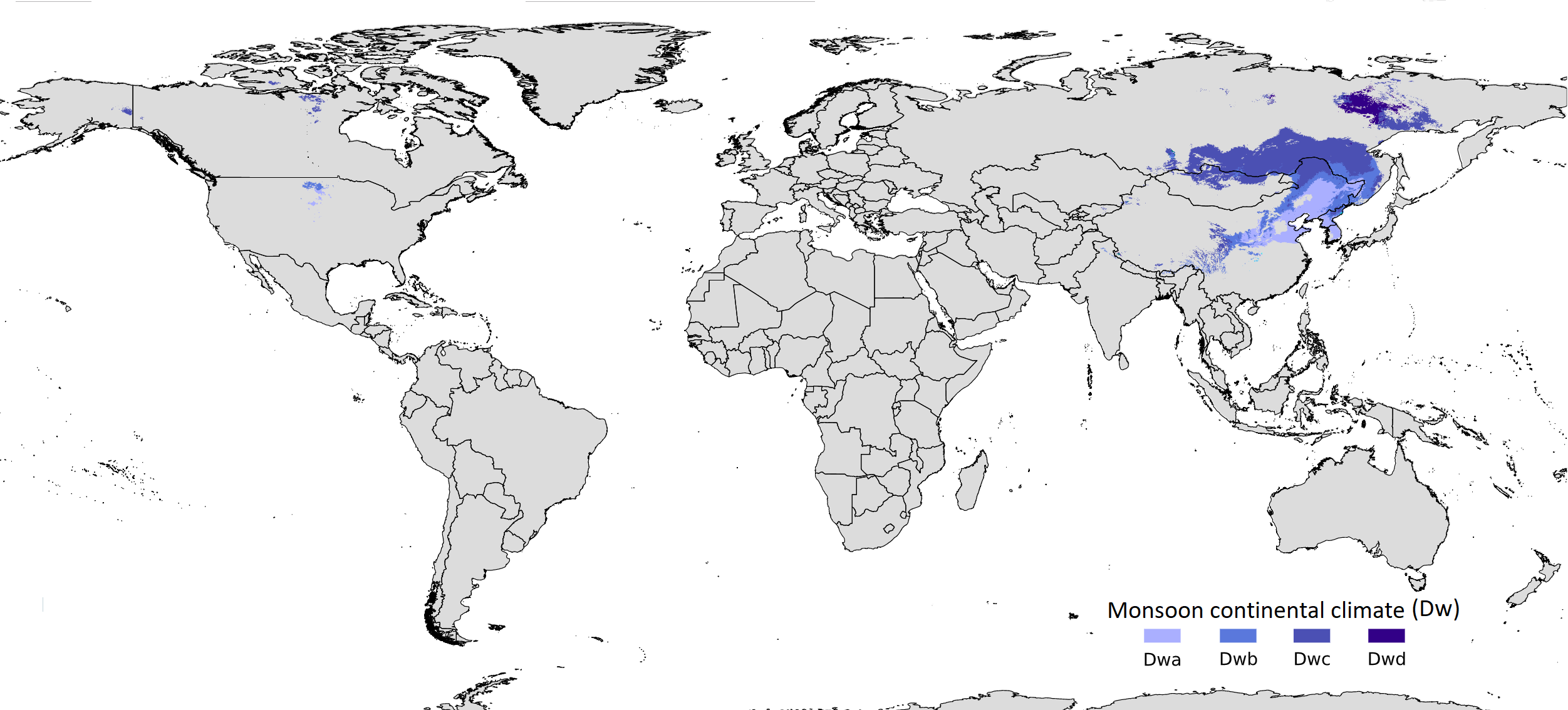
Mapa del clima continental manxurià

La temperatura anual oscil·la entre els 10 ° C i els 0 ° C. Aquest subtipus de clima és propi d'algunes ciutats russes i de Corea del Nord, així com de nord de la Xina.
És una varietat de el clima dels monsons, de manera que en les zones en què es dona aquest tipus de clima s'evidencia el contrast entre un estiu càlid i plujós en contraposició a un hivern fred i sec.

### Clima continental humit

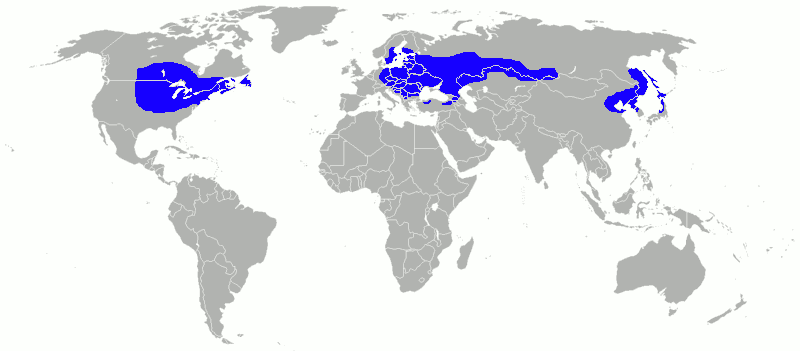
Mapa del clima continental humit

Aquest subtipus té moltes similituds amb el continental manxurià. Només es diferencia en el fet que les temperatures solen ser més fresques i sol haver menys presència de pluviositat, el que el fa més sec. Aquest tipus de clima es dona en la major part d'Europa oriental i central, així com al sud-est del Canadà.

### Clima continental àrid
A diferència dels altres, és el més calorós a l'estiu i el més fresc a l'hivern. Àsia central i Mongòlia són algunes de les zones en què es dona aquest clima.

## Vegetació i fauna
La vegetació adaptada al clima continental a Sibèria és per exemple el Làrix, una conífera de fulla caduca que domina la Sibèria oriental.
La fauna continental esta composta principalment per mamífers, ocells i aus migratòries.